# Altdeutscher Walzer
Altdeutscher Walzer är en vals utan opustal av Johann Strauss den yngre. Datum och ort för första framförandet är osäkert.

## Historia
I februari 1887 började Johann Strauss komponera en operett som inte följde det vanliga mönstret. Simplicius byggde på Hans Jakob Christoffel von Grimmelshausens roman Den äventyrlige Simplicissimus (1668) om det Trettioåriga kriget. Den hade premiär den 17 december 1887 på Theater an der Wien med Strauss själv som dirigent. I början av andra akten reste sig en dam på främre parketten och ropade att det luktade brandrök. Endast sex år hade gått sedan Ringtheater brunnit ned med hundratals dödsoffer. Tumult uppstod och folk trängdes för att komma till utgångarna. Några hundratal hann lämna salongen innan Strauss höjde taktpinnen och fortsatte musiken. Den kvarvarande publiken lugnade sig och föreställningen kunde slutföras. Det spekulerades i att en av barnstatisterna kommit för nära en gaslåga med en hattfjäder, men inget sådant framkom under den kommande polisutredningen. Musiknumret som Strauss valde att spela var eremitens romans (Nr 12) i akt II; "lch denke gern zurück".
På sedvanligt manér arrangerade Strauss sex separata orkesterstycken från operettens musiknummer. Men Strauss förläggare August Cranz tog initiativet att publicera ytterligare två korta valse: Jugendliebe (publicerad 1890 utan opusnummer) och Altdeutscher Walzer (också utan opusnummer) publicerad den 11 januari 1888. Båda verket är i rondoform men då Jugendliebe består av melodier från olika källor av operetten, så är Altdeutscher Walzer tematiskt identisk med mellanspelet till akt III (Nr 10½). Strauss hade varit angelägen om att inkludera "historiska melodier" i Simplicius och då handlingen utspelas under Trettioåriga kriget var Crantz val av titeln helt i linje med detta. Eduard Strauss brukade framföra brodern Johanns orkesterverk men inga bevis för att han någonsin dirigerade någon konsert med Altdeutscher Walzer på programmet. Inte heller finns det några tecken på att de otaliga militärorkestrarna som fanns i Wien vid tiden framförde stycket.

## Om verket
Speltiden är ca 2 minuter och 58 sekunder plus minus några sekunder beroende på dirigentens musikaliska tolkning.
Valsen var ett av sju verk där Strauss återanvände musik från operetten Simplicius:
- Donauweibchen, Vals, Opus 427
- Reitermarsch, Marsch, Opus 428
- Simplicius-Quadrille, Kadrilj, Opus 429
- Soldatenspiel, Polka-française, Opus 430
- Lagerlust, Polkamazurka, Opus 431
- Muthig Voran, Schnellpolka, Opus 432
- Altdeutscher Walzer, Vals, utan opusnummer